# Tulane Stadium
Tulane Stadium foi um estádio de futebol americano encontrado em Nova Orleães, Luisiana que existiu entre 1926 e 1980. Conhecido oficialmente como Third Tulane Stadium, o estádio substituiu o "Second Tulane Stadium" onde o Telephone Exchange Building está localizado hoje.
Foi a casa do time de futebol americano New Orleans Saints entre os anos de 1967 a 1974, o estádio foi palco de três Super Bowls, em (1970, 1972 e 1975).

## Galeria

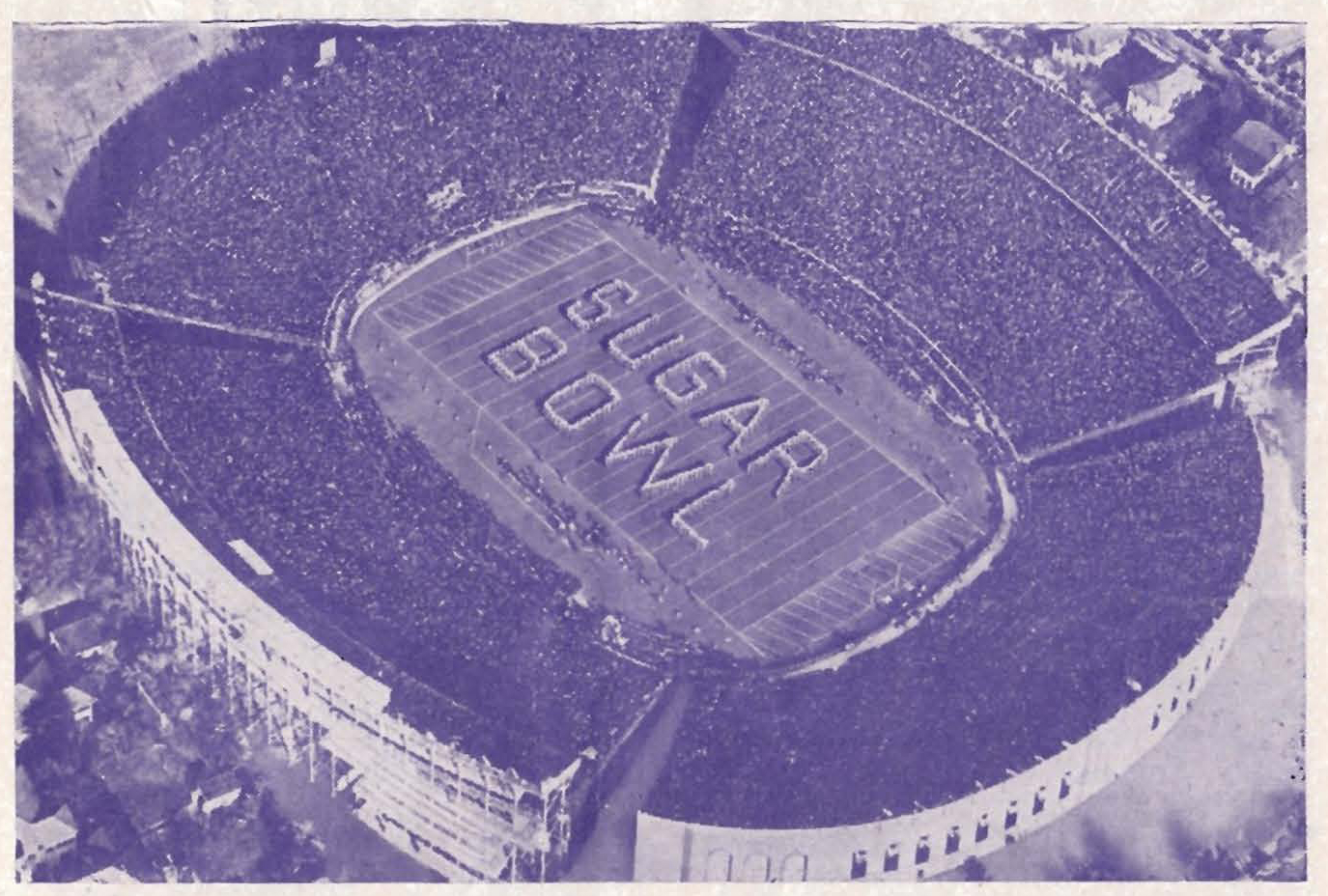
O Tulane Stadium durante o Sugar Bowl em 1948.